# Igreja de São Bento em Piscinula
A Igreja de São Bento em Piscinula (em italiano: Chiesa di San Benedetto in Piscinula) é uma igreja muito antiga e muito pequena localizada no rione Trastevere de Roma, Itália, e dedicada a São Bento. A igreja está hoje sob os cuidados dos Arautos do Evangelho.

## História
A igreja está localizada no final da Piazza in Piscinula. O nome da praça, chamada assim desde o século XII, é uma referência aos banhos públicos que existiam no local e dos quais nada restou, mas cujas ruínas eram visíveis ainda no século XVIII, próximas da igreja — perto da Ponte Céstio, uma área do Trastevere onde, excetuando-se o rio Tibre, com seu tráfego intenso e as construções modernas, é possível encontrar muitos vestígios da Idade Média.
Durante a Idade Média, 9 igrejas foram dedicadas a São Bento, mas as únicas que chegaram aos nossos dias foram São Bento em Piscinula e São Bento "da ciambella" (esta foi consagrada em 1625).
A São Bento estão ligados o nome e a lenda da igreja: diz-se que ela foi erigida sobre as casas dos Anícios (aos quais a vizinha Via Anícia é também uma referência), o lugar onde São Bento, que era aparentado da família, viveu quando veio estudar em Roma no final do século V: ainda existe ali um cubículo onde o futuro monge viveu antes de se tornar eremita, rezando para a imagem da Virgem Maria que está à esquerda da entrada e é a obra mais importante da igreja.
No entanto, os dados sobre a lendária história da pequena igreja são escassos, embora ela seja mencionada no Liber Censuum Romanae ecclesiae, escrito por Cencio Savelli antes de se tornar o papa Honório III. A igreja certamente tinha um convento anexo e foi uma paróquia de 1386 até 1824. O primeiro edifício parece ter sido uma capela construída no século VIII, e certamente remonta ao século X o campanário (o menor de Roma), pelo menos a julgar por seu minúsculo sino, datado de 1069. Foi reconstruída muitas vezes depois, mais recentemente no século XIX e, a julgar pela fachada e algumas fotos de 1905, estava bastante decadente.
Contudo, na igreja encontra-se o único pavimento cosmatesco original do mundo. Enquanto os demais sofreram alterações, este permanece intacto há quase mil anos. O sino do campanário, de estilo românico, é o mais antigo de Roma, fundido em 1069.
A última restauração foi concluída em 2007, com a limpeza das incrustações do século XVIII. As obras expuseram novamente as paredes medievais e alguns afrescos século XI, valorizando os belos pisos cosmatescos. As obras também deixaram evidentes a separação, muito antiga, entre o vestíbulo e a área da igreja. A igreja abriga os restos do religioso e erudito beneditino Costantino Gaetani (1560–1650).
Atualmente a Igreja está sob os cuidados da Sociedade Clerical Virgo Flos Carmeli, dos Arautos do Evangelho.

Imagens da igreja
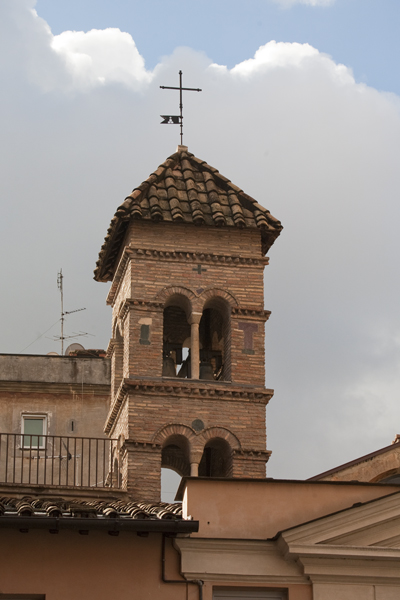
Campanário
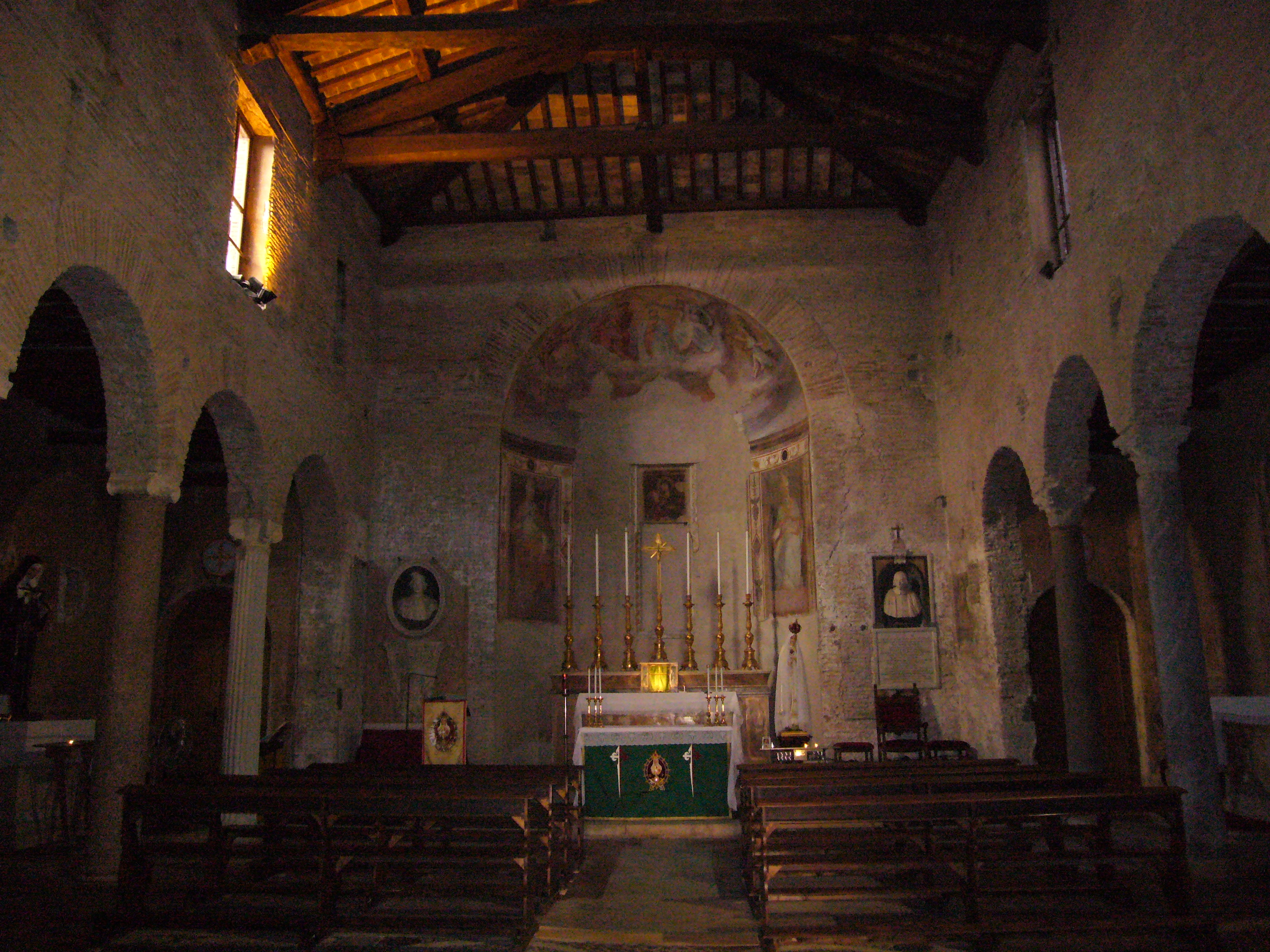
Interior em direção ao altar-mor
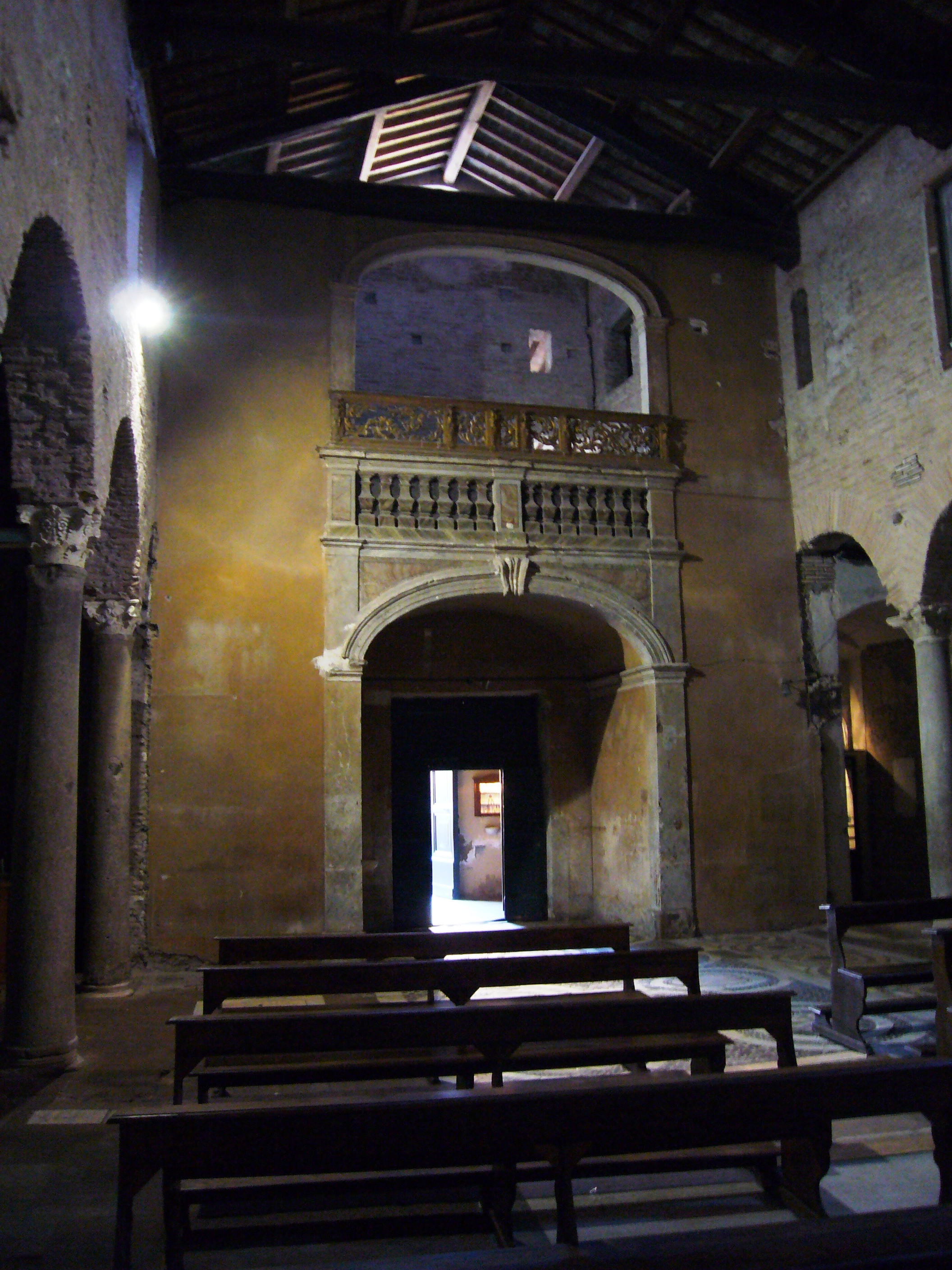
Interior em direção à contrafachada
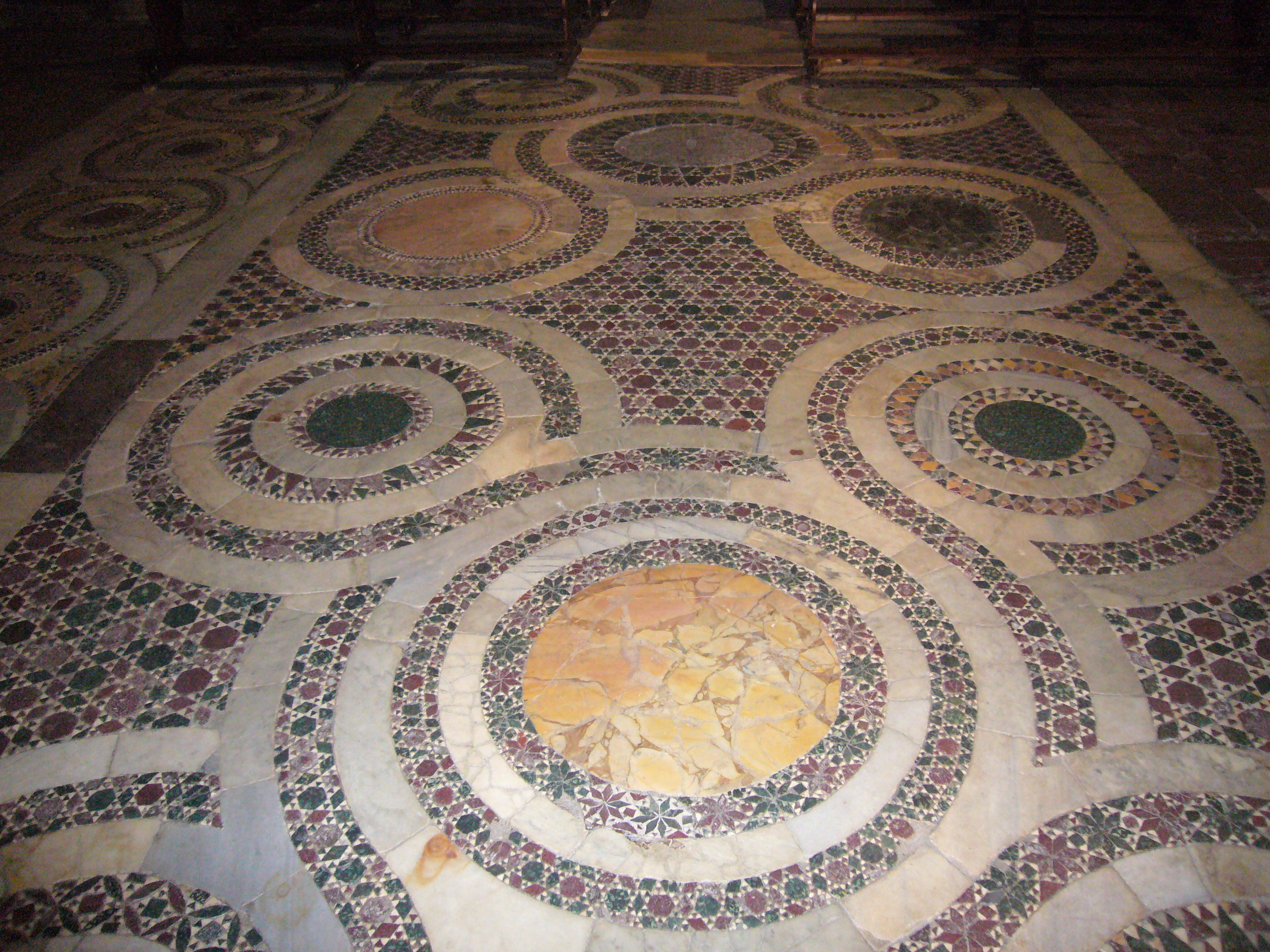
Piso cosmatesco
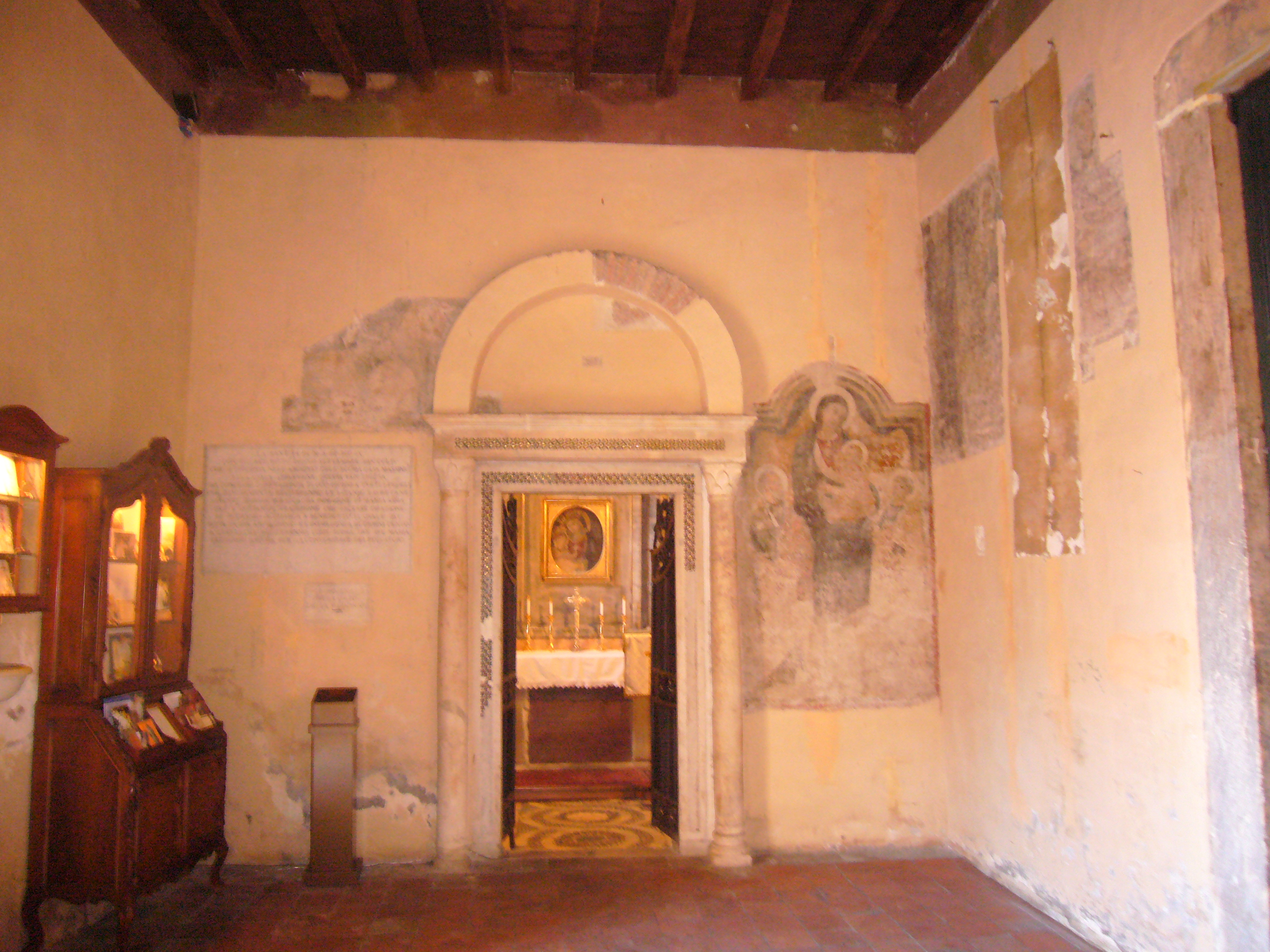
Vestíbulo, com afrescos do século XI